# Bob Kloppenburg
Robert G. "Bob" Kloppenburg (Estados Unidos, 28 de julio de 1927-Bellevue, Washington, 16 de abril de 2024) fue un entrenador de baloncesto estadounidense que se mantuvo en activo durante 43 años, llegando a ser entrenador interino de equipos de la NBA en dos ocasiones, con Cleveland Cavaliers en 1981 y con Seattle SuperSonics en 1992.

## Trayectoria deportiva

### Entrenador
Tras jugar en su época de universidad con los Trojans de la Universidad del Sur de California y en la Universidad Estatal de California en Fresno, comenzó su carrera de entrenador en la pequeña universidad de California Western, donde dirigió al equipo durante 22 temporadas, en las que consiguió un balance de 369 victorias por 161 derrotas, llegando en cinco ocasiones a participar en el torneo de la NAIA.
En 1976 fichó como entrenador del Donar Groningen de la liga neerlandesa, done permanecería una temporada. Comenzó su carrera en la NBA como asistente de Lenny Wilkens en los Seattle SuperSonics, durante la temporada 1980-81, pasando al año suguiente a ocupar el mismo puesto en los Cleveland Cavaliers a las órdenes de Don Delaney, al que reemplazó como entrenador principal de forma interina tras un mal comienzo de temporada, dirigiendo al equipo en tres partidos, siendo derrotado en todos ellos, antes de ser reemplazado por Chuck Daly, quien tampoco acabaría la temporada.
Tras un breve paso como asistente por San Diego Clippers y por los UNLV Rebels de Jerry Tarkanian, en 1985 se convirtió en asistente de Bernie Bickerstaff en Seattle SuperSonics, y posteriormente de K.C. Jones, al que sustituyó de manera interina en 1992. dirigió al equipo en cuatro partidos, en los que consiguió dos victorias, antes de ser reemplazado por George Karl, continuando como asistente de los Sonics hasta 1995.
La temporada siguiente fue reclamado de nuevo por Bernie Bickerstaff para ser asistente en los Denver Nuggets, acabando su carrera en Toronto Raptors, retirándose con 70 años.

#### Estadísticas
| Equipo              | Temp.   | P | V | D | %V-D | Finalizó   | PP | VP | DP | %V-DP | Resultado |
| ------------------- | ------- | - | - | - | ---- | ---------- | -- | -- | -- | ----- | --------- |
| Cleveland           | 1981-82 | 3 | 0 | 3 | .000 | (Interino) | —  | —  | —  | —     |           |
| Seattle SuperSonics | 1991-92 | 4 | 2 | 2 | .500 | (Interino) | —  | —  | —  | —     |           |
| Total               |         | 7 | 2 | 5 | .286 |            | —  | —  | —  | —     |           |